# Süd-West-Kyffhäuser
Das Naturschutzgebiet Süd-West-Kyffhäuser liegt im Kyffhäuserkreis in Thüringen. Es erstreckt sich südöstlich von Steinthaleben, einem Ortsteil der Gemeinde Kyffhäuserland, und nordwestlich der Kernstadt Bad Frankenhausen/Kyffhäuser. Am westlichen und nördlichen Rand des Gebietes verläuft die Landesstraße L 2292, am östlichen Rand die B 85 und am südlichen Rand die L 1172. Südlich des Gebietes fließt die Kleine Wipper, ein linker Zufluss der Unstrut.

## Bedeutung
Das 831,7 ha große Gebiet mit der NSG-Nr. 320 wurde im Jahr 1961 unter Naturschutz gestellt.